# Spontant symmetribrott

Spontant symmetribrott i ett enkelt mekaniskt system

Spontant symmetribrott är ett fenomen i fysiken där en symmetri hos ett system bryts av grundtillståndet (eller vakuumtillståndet hos en kvantfältteori).
Exemplet i figuren visar ett symmetriskt mekaniskt system, där den symmetriska situationen inte har lägst energi och befinner sig i labil jämvikt. Ett annat enkelt exempel på spontant symmetribrott är ferromagnetism. Järnets struktur har spegelsymmetri, och vid hög temperatur finns ingen spontan magnetisering. Men om man kyler ner till under Curiepunkten, uppstår ett spontant magnetiskt moment inom små domän. 
Ett annat exempel där symmetrin bryts spontant vid en fasövergång är supraledare och Meissnereffekten.
Ett exempel är den så kallade Higgsmekanismen där tre av de fyra elektrosvaga bosonerna, W+, W- och Z0 får massa genom att den elektrosvaga gaugesymmetrin bryts spontant till den elektromagnetiska gaugesymmetrin. Fotonen fortsätter vara masslös. Detta är en egenskap hos den berömda Weinberg-Salam-teorin, som Steven Weinberg och Abdus Salam fick nobelpriset i fysik för 1979.